# Élevage canin
L'élevage canin est l'activité agricole de conduite de la reproduction de l'espèce Canis lupus familiaris ou chien en vue de la production et de la commercialisation de chiots. 
Un éleveur de chiens de race tend à ce que les chiens produits se rapprochent le plus possible du standard de la race qu'il élève. Comme le brassage génétique est beaucoup plus faible que pour des chiens croisés ou bâtards, il devra également veiller à préserver la qualité de sa production en réalisant des contrôles vétérinaires sur ses reproducteurs afin de limiter la transmission des tares génétiques propres à la race qu'il élève.
En France, est considéré comme élevage canin, l'activité qui consiste à détenir une femelle reproductrice et donnant lieu à la vente d'au moins un chiot depuis janvier 2016.

## Description

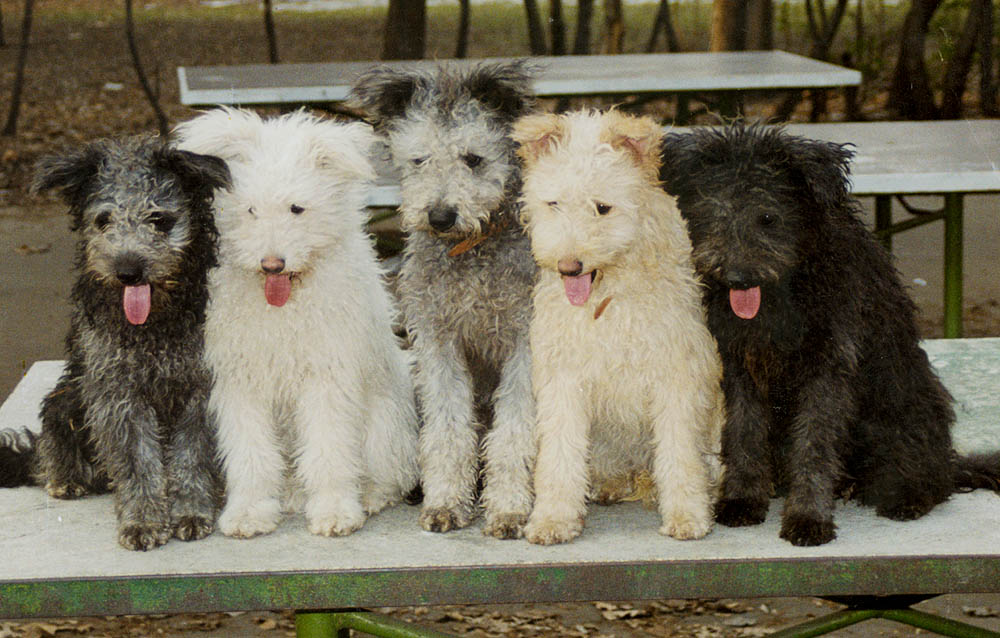
Nous ? une portée de chiots Bâtards ? Nous sommes de race Pumi, des chiens proches des terriers. Anciennement nous étions des chiens de berger Hongrois et de combat contre les carnassiers et les rongeurs. Très sportifs, aujourd'hui nous nous sommes reconvertis comme chien de recherche et de secours.

Les éleveurs de chiens inscrits à un livre généalogique et titulaires d'un affixe doivent respecter les consignes des associations nationales ou internationales qui édictent des standards et des recommandations d'élevage.
Les animaux produits peuvent avoir plusieurs destinations et peuvent être produits comme :
- chien de compagnie
  - pour l'agrément et la compagnie
  - pour le loisir sportif ou des sports canins : agility, canicross, canicyclocross, flyball, mondioring, obéissance, obérytmée, traîneau, pulka, poursuite sur leurre, racing, etc
- chien d'utilité
  - pour l'utilisation : recherche en décombres, travail à l'eau (sauvetage), recherche de stupéfiants, recherche de matières explosives, pistage, cavage, etc
  - pour le travail : attaque, défense, guerre, guide d'aveugle, assistance aux personnes dépendantes, etc
- chien reproducteur
  - pour la reproduction chez d'autres éleveurs

- chien de laboratoire

L'éleveur peut faire réaliser des examens cliniques et génétiques afin de s'assurer de la conformité de sa production en termes de garantie de la santé des chiots produits et pour éviter qu'une maladie génétique ou "tare" se propage parmi les sujets de la race.

## En France: installation classée pour la protection de l'environnement
Selon la législation française, les élevages de chiens, à l’exclusion des établissements de soins et de toilettage et des rassemblements occasionnels tels que foires, expositions et démonstrations canines, sont des installations classées pour la protection de l'environnement (ICPE). En effet, ce type d'installation est concerné par la rubrique no 2120 de la nomenclature des installations classées (« élevage, vente, transit, garde, détention, refuge, fourrière, etc. de chiens ») :
- Les installations ayant plus de 250 chiens âgés de plus de 4 mois sont soumises à autorisation préfectorale.
- Les installations ayant de 101 à 250 chiens âgés de plus de 4 mois sont soumises à enregistrement.
- Les installations ayant de 10 à 100 chiens âgés de plus de 4 mois doivent être déclarées.

Les autorisations ou les enregistrements sont délivrées sous la forme d'arrêtés préfectoraux afin d'imposer aux exploitants le respect d'un certain nombre de prescriptions techniques permettant de limiter leurs impacts environnementaux, notamment les prescriptions techniques d'un arrêté ministériel daté du 8 décembre 2006 ou celles d'un arrêté ministériel daté du 22 octobre 2018.
Afin de limiter leur impacts environnementaux, les exploitants des installations soumises à déclaration doivent quant à eux respecter les prescriptions techniques d'un autre arrêté ministériel daté également du 8 décembre 2006.
L'instruction des demandes d'autorisation et d'enregistrement ainsi que le contrôle du respect des prescriptions techniques par les exploitants sont réalisés par l'inspection des installations classées.

### Équipements nécessaires

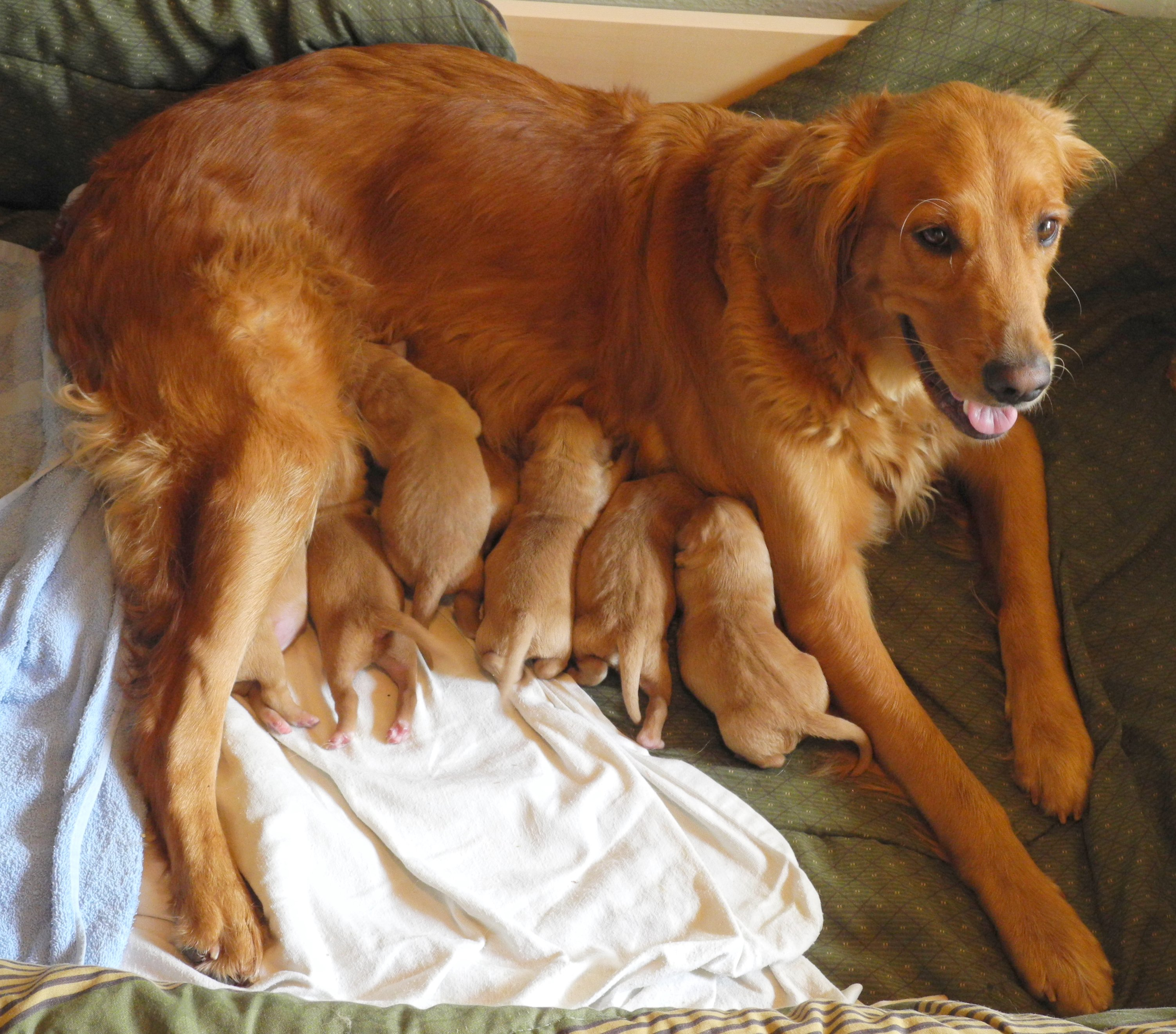
La douce Gracie et sa portée de six chiots affamés et de race Golden Retriever.

En ce qui concerne l'installation d'un chenil, la loi fixe les normes minimales : 
- de ventilation (renouvellement d'air de 10 mètres cubes par heure pour un chien de grande taille, de 2 mètres cubes par heure pour un chien de petite taille) ;
- de chauffage (température supérieure à 15 °C l'hiver et absence de condensation) ;
- de conservation des aliments ;
- d'abreuvement (prévoir un système d'adduction d'eau potable protégé contre le gel) ;
- de nettoyage, désinfection, désodorisation, désinsectisation et dératisation des chenils ;
- d'isolation sonore et thermique.

L'hygiène du chenil est également réglementée par la loi, notamment en ce qui concerne l'obligation de disposer d'une infirmerie séparée interdite au public (ou, dans le cas contraire, de faire hospitaliser les animaux malades chez le vétérinaire).

### Confort minimal
L'arrêté ministériel du 25 octobre 1982 précise quant à lui les conditions minimales de confort à respecter pour l'élevage, la garde et la détention des animaux domestiques. Il s'applique à tous les détenteurs d'animaux de compagnie, le non-respect de ces exigences étant désormais assimilable à de mauvais traitements. Il rappelle notamment que tout propriétaire et, a fortiori, tout éleveur, est tenu de fournir à ses chiens alimentation, abreuvement et soins de santé compatibles avec leur bien-être et les impératifs biologiques de leur espèce.
Il précise les conditions d'hébergement : 

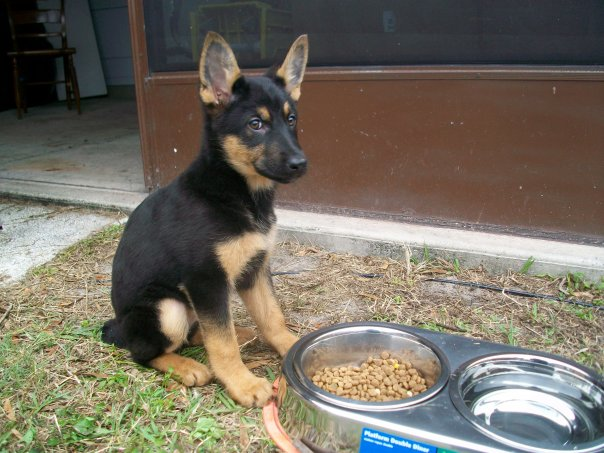
Une gamelle emplie d'une nourriture saine et variée, et une eau propre accessible en permanence sont des gages d'une bonne santé et d'un développement harmonieux du chiot sevré.

- chaque chien doit disposer d'une surface minimale de 5 m2 et avoir accès à des zones ombragées ;
- la clôture périmétrique doit être haute de plus de 2 m ; le sol sera fait de matériaux durs et présentera une pente d'évacuation s'il est imperméable ;
- les murs et cloisons seront recouverts de matériaux imperméables, durs, résistants aux chocs et à surface lisse sur une hauteur minimale de 2 m ;
- l'aire de couchage doit être saine, sèche et sous abri pour les chiens détenus en plein air ;
- la niche doit être étanche, protégée des vents, de la chaleur et du froid par des matériaux isolants, surélevée du sol et orientée vers le sud ;
- l'entrée de la niche doit être constituée d'une surface imperméable d'au moins 2 m2 ou d'un caillebotis.

Les chenils détenant des animaux destinés aux laboratoires font l'objet d'une réglementation particulière et plus stricte concernant les systèmes de ventilation et de surveillance ainsi que le personnel et sa formation (arrêté ministériel du 1er février 2013 fixant les conditions d'agrément, d'aménagement et de fonctionnement des établissements utilisateurs, éleveurs ou fournisseurs d'animaux utilisés à des fins scientifiques et leurs contrôles).